# 9409 Kanpuzan
9409 Kanpuzan este un asteroid din centura principală de asteroizi.

## Descriere
9409 Kanpuzan este un asteroid din centura principală de asteroizi. A fost descoperit pe 25 ianuarie 1995 la Geisei de Tsutomu Seki. El prezintă o orbită caracterizată de o semiaxă mare de 3,13 ua, o excentricitate de 0,20 și o înclinație de 1,7° în raport cu ecliptica.